# Antennendiagramm

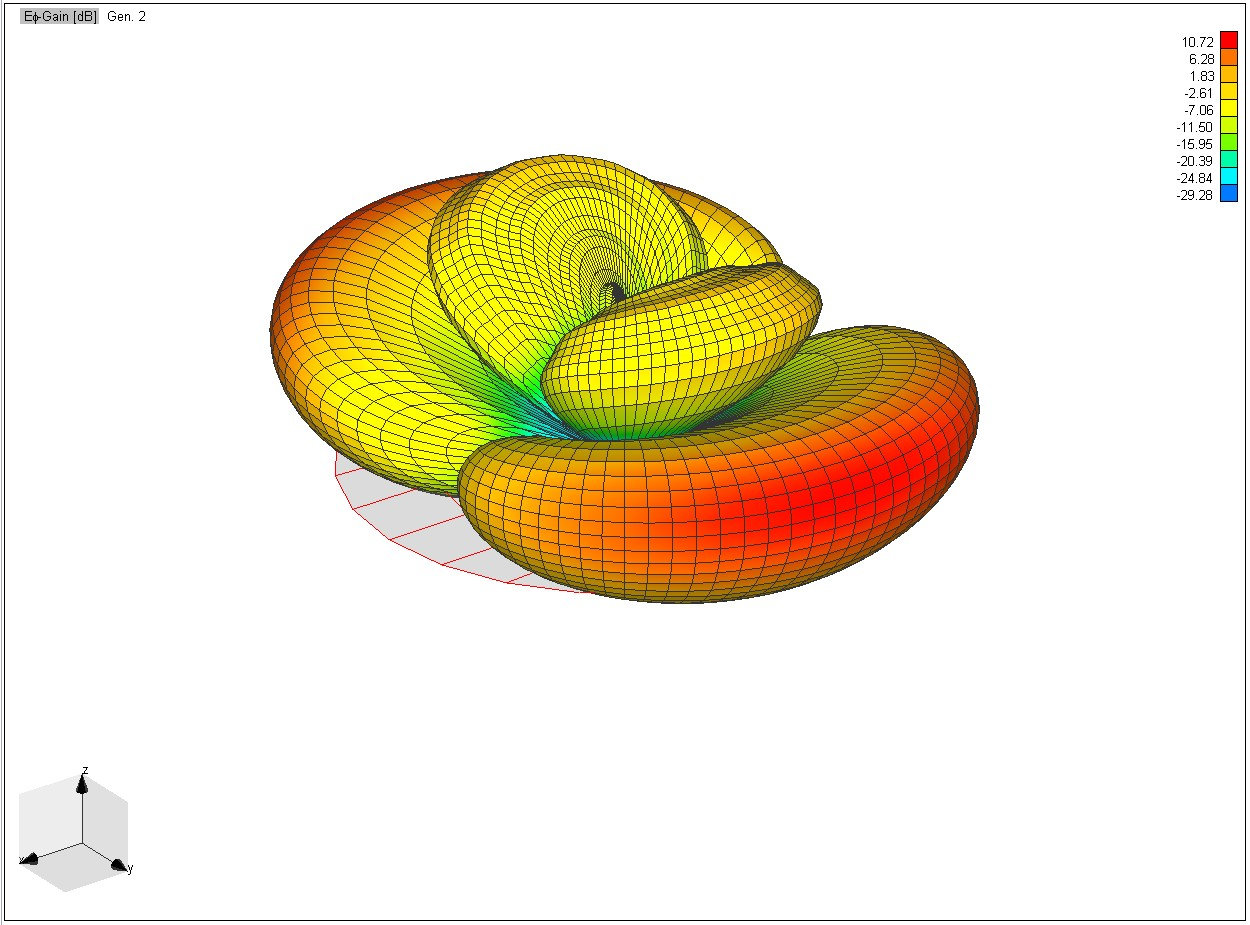
Dreidimensional dargestellte Strahlungscharakteristik einer Schlitzantenne (Ergebnis einer Computersimulation)

Ein Antennendiagramm ist die grafische Darstellung der Strahlungscharakteristik einer Antenne (Intensität, Feldstärke, Polarisation, Phase, Laufzeitunterschiede) in einem räumlichen Koordinatensystem. Antennendiagramme werden messtechnisch aufgenommen oder durch Simulationsprogramme am Computer generiert, um die Richtwirkung einer Antenne grafisch darzustellen und so deren Leistungsfähigkeit einzuschätzen. Sie können als Oberfläche in dreidimensionalen Kugelkoordinaten oder für einen flächenhaften Schnitt als Liniendiagramm in kartesischen oder Polarkoordinaten dargestellt werden. Ein Antennendiagramm, welches die Richtcharakteristik einer Antenne darstellt, wird auch Richtdiagramm genannt. Es stellt die relative Intensität der Energieabstrahlung oder die elektrische oder magnetische Feldstärke im Fernfeld in Abhängigkeit von der Richtung zur Antenne dar.

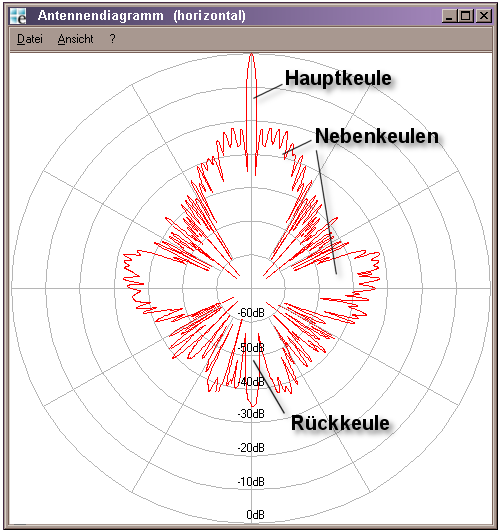
Reales horizontales Antennendiagramm einer Parabolantenne in Polarkoordinaten, Ergebnis einer Messreihe

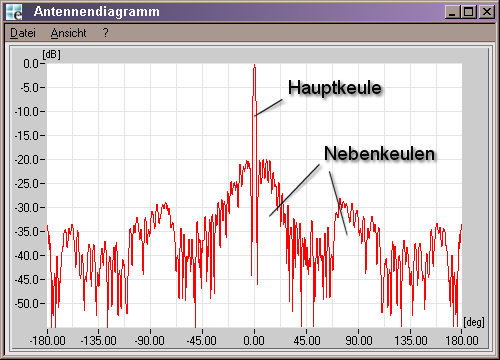
Antennendiagramm einer Parabolantenne mit einem Cosecans²-Diagramm in einem kartesischen Koordinatensystem

Während eine Rundstrahlantenne gleichmäßig in alle Richtungen einer Ebene strahlt, bevorzugt eine Richtantenne eine Richtung und erzielt daher in dieser bei geringerer Sendeleistung eine größere Reichweite. Das Antennendiagramm stellt die messtechnisch oder rechnerisch ermittelte Bevorzugung grafisch dar. Aufgrund der Reziprozität – die gleiche Sende- und Empfangseigenschaften der Antenne gewährleistet – zeigt das Diagramm sowohl die richtungsabhängige Sendeleistung als auch die Empfangsempfindlichkeit einer Antenne an. Die meistens durch ein Messprogramm gezeichnete Kurve zeigt also bei einer Sendeantenne maßstabsgerecht die Orte mit gleicher Leistungsdichte rings um die Sendeantenne herum an. Bei Empfangsantennen bedeutet die gleiche Kurve die gemessene Empfindlichkeit für ein konstantes Hochfrequenzfeld. Ein kleiner Messsender wird also in konstanter Entfernung um die Empfangsantenne herum bewegt und die Leistung, die von der Antenne empfangen wird, wird als Wert in das Diagramm eingetragen.

## Horizontales Antennendiagramm
Horizontale Antennendiagramme stellen die Richtcharakteristik lediglich für die horizontalen Richtungen dar, meist in Polarkoordinaten, also mit der Antenne im Mittelpunkt. Es ist ein horizontaler Schnitt durch das dreidimensionale Diagramm. Teile des Antennendiagramms, die durch relative Minima begrenzt werden, bezeichnet man gemäß ihrem Aussehen in Polarkoordinaten als Keulen:
- Die Hauptkeule ist das globale Maximum und enthält die Hauptstrahlungsrichtung;
- Nebenkeulen sind ausgeprägte lokale Maxima, sie enthalten die meist ungewollte Strahlung in eine andere Richtung als die Hauptrichtung;
- eine Rückkeule ist eine Nebenkeule direkt oder in einem weiten Bereich entgegengesetzt zur Hauptkeule;
- Gitterkeulen sind periodisch auftretende starke Nebenkeulen.

Antennendiagramme werden oft logarithmisch in Dezibel aufgetragen, da die Nebenkeulen um mehrere Größenordnungen kleiner sein können als die Hauptkeule und bei linearer Auftragung nicht zu erkennen wären.
Da die Richtwirkung von Antennen frequenzabhängig ist, kann als eine Sonderform des Antennendiagramms ein umhüllendes Antennendiagramm erstellt werden. Solche Sonderformen von Antennendiagrammen werden bei der Beurteilung von Strahlungsbelastungen durch Feldstärken benötigt. Hier werden die gemessenen Diagramme der höchsten und der niedrigsten Frequenz aufeinandergelegt und aus den höchsten Einzelwerten für jeden Seitenwinkel ein neues Diagramm gebildet. Bei einem durch Montagetoleranzen aufgeweiteten Antennendiagramm wird das gemessene oder das bereits als umhüllendes Antennendiagramm erstellte Diagramm drei Mal übereinandergelegt: einmal in der ursprünglichen Orientierung und je einmal um die Montagetoleranz im Uhrzeigersinn und gegen den Uhrzeigersinn gedreht. Aus höchsten Einzelwerten für jeden Seitenwinkel wird wiederum ein neues Diagramm gebildet.
Aus einem Antennendiagramm sind viele Parameter ablesbar, welche die Qualität und Richtwirkung der dargestellten Antenne bestimmen:
- das Vor-Rück-Verhältnis (VRV), auch Rückdämpfung genannt,
- das Vor-Seiten-Verhältnis (VSV) und
- die Nebenkeulendämpfung.

## Vertikales Antennendiagramm
Ein vertikales Antennendiagramm ist eine Seitenansicht des elektromagnetischen Feldes der Antenne. Die Bemaßung des Antennendiagramms ist also die Entfernung zur Antenne in der x-Achse und Höhe über dem Standort der Antenne in der y-Achse. Man bekommt dadurch beispielsweise einen Eindruck, ob die Antenne als Flach- oder Steilstrahler einzusetzen ist.

### Beispiel

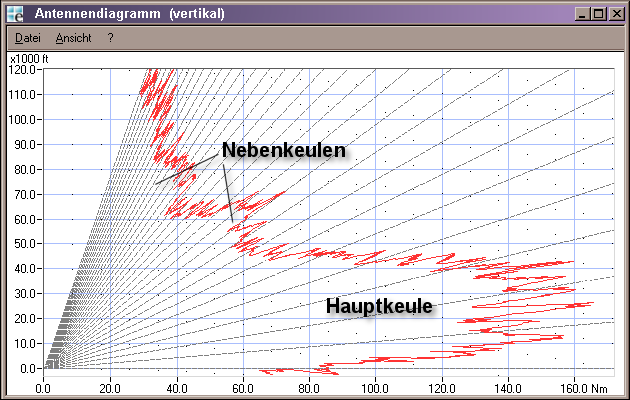
Reales vertikales Polar-Antennendiagramm einer Parabolantenne mit einem Cosecans²-Diagramm, Ergebnis einer Messung des Solarrauschens

In dem Diagramm ist an der vertikalen Achse (y-Achse) die Höhe in Fuß (engl. feet, ft) angetragen, in der horizontalen Achse (x-Achse) die Entfernung in Nautischen Meilen (Nm), beides Maßeinheiten, die bei einem Flugsicherungsradar verwendet werden. Die Maßeinheiten spielen im Diagramm eine Rolle für das Maßstabsverhältnis der Achsen. Bei den Messwerten handelt es sich jedoch um relative Pegel, die mit den Entfernungswerten der Achsen nichts zu tun haben.
Die strahlenförmigen Geraden aus dem Ursprung sind die Höhenwinkelmarken, gezeichnet in „Ein-Grad-Schritten“. Durch die Überhöhung, das heißt, die vertikale Achse hat einen anderen Maßstab als die horizontale Achse, sind die Abstände zwischen den Höhenwinkelmarken ungleich.
Die an der vertikalen Achse angetragenen Höhen werden in das Diagramm nicht nur als Raster, sondern auch als gepunktete Linien hineinprojiziert, wobei diese die reale Höhe über Grund andeuten und somit keine Geraden, sondern gemäß der Erdkrümmung leicht nach unten abfallende Linien sind.
Das Diagramm ist ein reales Cosecans²-Diagramm eines Airport Surveillance Radars. Die „ausgefranste“, vom Ursprung weit entfernte Flanke des Diagramms zeigt den Einfluss der Erdoberfläche auf das Diagramm (siehe Fresnelzone), da diese Antenne leider etwas zu tief aufgebaut wurde.

## Räumliche Richtcharakteristik

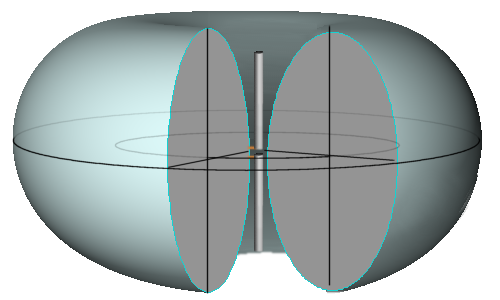
Zeichnerische Darstellung der räumlichen Richtcharakteristik eines Dipols

Werden 2D-Antennendiagramme vieler Schnittebenen zu einem räumlichen Gebilde zusammengestellt, entsteht eine dreidimensionale Richtcharakteristik. Der Abstand vom Mittelpunkt der Antenne zu jedem Punkt der Oberfläche dieses Körpers gibt die in dieser Richtung bei gleichen Abständen gemessene Intensität an.
Die Aufnahme solcher räumlicher Charakteristiken würde jedoch einen großen messtechnischen Aufwand darstellen. Deswegen werden in der Praxis solche Antennendiagramme nur in Ausnahmefällen und dann auch nur in Ausschnitten erstellt.
Mit Hilfe von Computern kann jedoch jede Antenne mit ihren räumlichen Charakteristiken in einem Modell simuliert werden.

## Elemente eines Antennendiagramms

### Hauptkeule

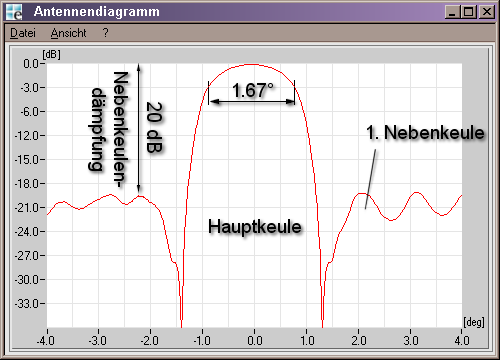
Antennendiagramm einer Parabolantenne (Ausschnitt)

Die Hauptkeule in einem Antennendiagramm weist bei Sendeantennen den Maximalbetrag der in eine Richtung gesendeten Energie oder bei Empfangsantennen die maximale Empfindlichkeit auf.
Eine Richtantenne bündelt diese Strahlung in eine Richtung und erhöht hierdurch die Reichweite der Antenne. Diese Reichweitenerhöhung heißt Gewinn und wird als Verhältnis der gemessenen Antenne zu den Werten eines Rundstrahlers angegeben. In einem Antennendiagramm wird dieser Antennengewinn nicht verwendet. Alle gemessenen und im Antennendiagramm grafisch dargestellten Werte sind auf den Maximalwert der Hauptkeule bezogen. Dieser wird mit 0 dB in das Diagramm eingetragen und alle anderen gemessenen Werte müssen daher negative Pegel (Dämpfungen) sein. Es sind deshalb nur relative Werte. Der Antennengewinn ist dagegen ein absoluter Wert, da er auf ein geeichtes Maß bezogen wird.
In den sehr einfachen Antennendiagrammen einer Dipolantenne (Antennendiagramm siehe dort) existieren nur zwei ausgeprägte Maxima, die entgegengesetzt gerichtet sind. In diesem Fall wird noch nicht von einer Hauptkeule gesprochen, da beide Maxima etwa gleich groß sind.

### Nebenkeulen
Als Nebenkeule wird der Teil der elektromagnetischen Strahlung einer Antenne bezeichnet, der nicht in die gewollte Richtung abgestrahlt wird. Nebenkeulen sind meist unerwünscht, weil sie einen Teil der Sendeleistung der Hauptkeule vorenthalten, diese dadurch schwächen und den eindeutigen Richteffekt einer Antenne beeinträchtigen. Bei einer Empfangsantenne können Störungen, die über Nebenkeulen empfangen werden, die Empfangsqualität verschlechtern; sie werden von der Antenne nicht ausgeblendet. Bei Sendeantennen wird die Sendeleistung über die Nebenkeulen ungenutzt in eine ungewollte Richtung abgestrahlt.
Durch geschickte Konstruktion einer Antenne lässt sich die Intensität der Nebenkeulen verringern. Wenn die Empfängerdynamik allerdings größer ist als die von der Antenne konstruktiv vorgegebene Nebenkeulendämpfung, werden auch über die Nebenkeulen Signale empfangen. Um die Auswirkungen dieses ungewollten Empfanges zu verringern, werden bei der Radarortungstechnik zusätzliche Maßnahmen der Nebenkeulenunterdrückung getroffen.

#### Gitterkeulen

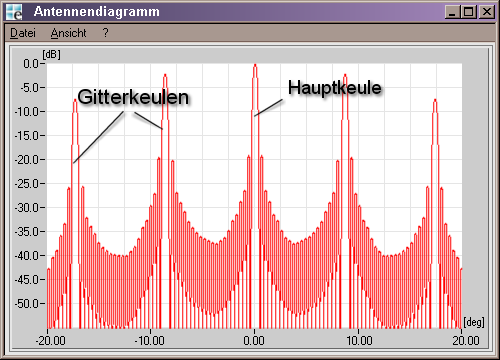
Typisches Antennendiagramm einer Antenne mit starken Gitterkeulen

Gitterkeulen (engl.: Grating Lobes) sind Nebenkeulen, die annähernd die Größe der Hauptkeule erreichen und im Diagramm rasterartig verteilt sind. Sie entstehen manchmal bei Phased Array Antennen (und auch bei in der Sonografie genutzten Ultraschallsonden) und sind eine Folge eines zu großen und gleichmäßigen Abstandes der einzelnen Strahlerelemente untereinander im Verhältnis zur Wellenlänge. Bei einem guten Design eines Phased-Arrays mit optimal möglichem Abstand der Strahlerelemente sollten sie nicht auftreten, jedoch ist diese Forderung bei sehr großen Bandbreiten (UWB) schwer einzuhalten.

#### Rückkeule
Als Rückkeule wird in einem Antennendiagramm die Nebenkeule in der Richtung bezeichnet, die in die entgegengesetzte Richtung von der Hauptkeule zeigt. Sie ist meistens sehr viel kleiner als die Hauptkeule. Wenn die exakte entgegengesetzte Richtung im Antennendiagramm ein Strahlungsminimum aufweist, werden oft als Rückkeulen auch die Nebenkeulen bezeichnet, die sich innerhalb eines Winkels von ±15° von dieser exakten Richtung befinden.

### Nullstellen
Die Punkte im Antennendiagramm, an denen die Strahlungsenergie praktisch null ist, werden als Nullstellen bezeichnet. Deren Lage im Koordinatensystem kann als Nullwertswinkel bezeichnet werden, der zwischen dem Maximum der Hauptkeule und der ersten Nullstelle gemessen wird. Eine Nullwertsbreite wird zwischen den ersten Nullstellen links und rechts von der Hauptkeule gemessen.

## Aus dem Antennendiagramm ablesbare Parameter

### Halbwertsbreite
Die Grenzwinkel einer Keule werden nach allgemeiner Konvention durch den Abfall der empfangenen Leistung bzw. der abgestrahlten Intensität auf die Hälfte des Maximalwertes definiert (Faktor 0,5 ≈ −3 dB). Die Strahlbreite (Halbwertsbreite, Öffnungswinkel) ist die Spanne zwischen diesen Winkeln und wird meistens mit dem griechischen Buchstaben Θ (Theta) bezeichnet. Die Hauptkeule der in nebenstehenden Diagrammen charakterisierten Parabolantenne hat eine Strahlbreite von 1,67°, ein sehr guter Wert für eine Radarantenne.

### Nebenkeulendämpfung
Die Nebenkeulendämpfung ist einer der wesentlichen Parameter einer Antenne und stellt das Verhältnis des Gewinns der Hauptkeule in 0° zum Pegel der größten Nebenkeule (hier im Diagramm etwa bei 20°) dar. Dieses Verhältnis wird als relativer Pegel angegeben und sollte möglichst groß sein.

### Vor-Rück-Verhältnis
Das Vor-Rück-Verhältnis (VRV, engl. front-to-back ratio), auch Rückdämpfung genannt, ist ein wesentlicher Parameter einer Antenne und stellt das Verhältnis des gemessenen Pegels der Hauptkeule in 0° zum Pegel der Rückkeule in 180° dar. Dieses Verhältnis wird als relativer Pegel angegeben und sollte möglichst groß sein. Das Vor-Rück-Verhältnis ist neben der Nebenkeulendämpfung ein Maß für die Bündelung einer Richtantenne: Je größer das Vor-Rück-Verhältnis ist, desto besser ist die Antenne.
In einigen Veröffentlichungen wird das VRV nicht nur auf diese eine Rückkeule bezogen, sondern es werden unter dem Begriff Vor-Rück-Verhältnis alle Nebenkeulen zwischen 90° und 270° betrachtet und für die Bestimmung des VRV wird nur die stärkste Nebenkeule aus diesem Winkelbereich verwendet. Das ist zum Beispiel sinnvoll, wenn eine Antenne im Winkel von 180° ein ausgeprägtes Minimum aufweist und sich die Rückkeulen beispielsweise bei etwa 175° und 185° befinden.

### Vor-Seiten-Verhältnis
Ein Vor-Seiten-Verhältnis wird manchmal anstelle des Vor-Rück-Verhältnisses angegeben. Das ist bei solchen Antennen sinnvoll, bei denen die Größe der Rückkeule in der Größenordnung der Hauptkeule liegt, oder weil wie zum Beispiel bei dem vertikalen Antennendiagramm einer Dipolantenne zwei diametrale Strahlungsmaxima gebildet werden. Auch bei bestimmten Richtantennen ist eine Abstrahlung in zwei entgegengesetzte Richtungen gewollt. So zum Beispiel auch bei dem Radar Kabina 66 sowie dem Flugsicherungsradar SRE-LL, bei denen zwei Parabolspiegel Rücken an Rücken zu einer sogenannten Januskopf-Antenne montiert wurden.

## Messmethoden
Aufgrund der Reziprozität von Antennen ist es möglich, eine Empfangsantenne als Sendeantenne zu vermessen (und umgekehrt) und aus den gemessenen Empfangsdaten auf Eigenschaften als Sendeantenne zu schließen (und umgekehrt). Eine zweite Variation besteht darin, entweder eine mobile Messapparatur (die als Sender oder Empfänger konfiguriert sein kann) um die starr aufgebaute zu vermessene Antenne im Fernfeld herum zu bewegen, oder dieses Messtool auf einem festen Platz zu entfalten und die zu messende Antenne zu drehen.

### Freilandmessungen

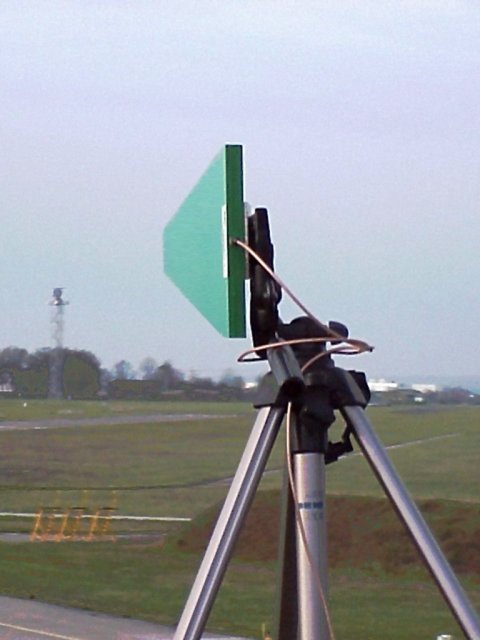
Messantenne (LPDA) für 0,9–3 GHz

Welcher Fall bei der Vermessung einer Antenne gewählt wird, hängt von Einflüssen der Umgebung ab und wieweit diese das Antennendiagramm verfälschen können. Oft verhindern jedoch schon die geometrischen Ausmaße der Antenne, diese in einer Ebene zu drehen. Prinzipiell sollte die Strahlungsquelle bewegt werden, wenn die zu messende Antenne eine starke Richtwirkung aufweist. Ist die zu messende Antenne drehbar, kann sie in eine Richtung gedreht werden, aus der eine möglichst geringe externe Störleistung zu empfangen ist. Damit dieser Störleistungspegel das Antennendiagramm nicht verfälscht, sollte dann der Messsender um die Antenne herum bewegt werden. Dieser sollte im Fernfeld der Antenne aber noch unter optischen Sichtbedingungen wirken, damit der aktuelle Seitenwinkel durch geeignete optische Messtools (Richtkreis oder Theodolit) bestimmt werden kann.
Eine Messung am endgültigen Standort mit einem fixierten Messsender und sich drehender Empfangsantenne ist sehr aufwändig, da hier das Messergebnis durch Umgebungseinflüsse verfälscht werden kann. Der Empfang von Reflexionen und von Störleistungen muss durch geeignete Maßnahmen möglichst gering gehalten werden. Aus großer Entfernung strahlt ein Richtstrahler mit konstanter Leistung genau in die Richtung der Antenne. Durch Drehung und Schwenkung der zu messenden Antenne werden die empfangenen Leistungen in verschiedenen Winkeln gemessen und dann grafisch dargestellt. Eine parallele Störfeldmessung mit einer kalibrierten Messantenne mit sehr breitem Öffnungswinkel oder sogar Rundstrahlcharakteristik kann für die Korrektur des Messergebnisses herangezogen werden.
Wenn sich das Antennendiagramm der zu messenden Antenne auch aus Komponenten von am Erdboden reflektierter Leistung zusammensetzt, ist eine Drehung der zu messenden Antenne nicht immer möglich. Oft verhindern auch die geometrischen Ausmaße der Antenne eine Drehung. In diesem Fall muss eine Strahlungsquelle in ausreichender Entfernung (also nicht im Nahfeld, sondern im Fernfeld der Antenne) von der zu messenden Antenne bewegt werden. Bei Antennen, die ohnehin mit einer Drehvorrichtung ausgestattet sind, wie zum Beispiel Radarantennen, kann diese Messung jedoch recht einfach mit einem speziellen Messtool ermittelt werden. Das im Bild gezeigte Analysegerät (engl. Radar Field Analyzer, RFA) ist Teil eines solchen Messtools.
Das horizontale Antennendiagramm wird von einem genügend entfernten Standort von der Radarantenne aus mit diesem Messtool aufgenommen. Hier arbeitet die Radarantenne als Sendeantenne und das Messtool empfängt eine Serie von Messimpulsen. Eine kleine logarithmisch-periodische Dipolantenne (LPDA) empfängt die vom Radargerät ausgestrahlten Impulse. Der RFA wird hier als Radarempfänger konfiguriert und demoduliert die empfangenen Hochfrequenzimpulse. Die Daten der Videosignale werden über ein USB-Kabel (früher über SCSI-Schnittstelle) an das Laptop übergeben.

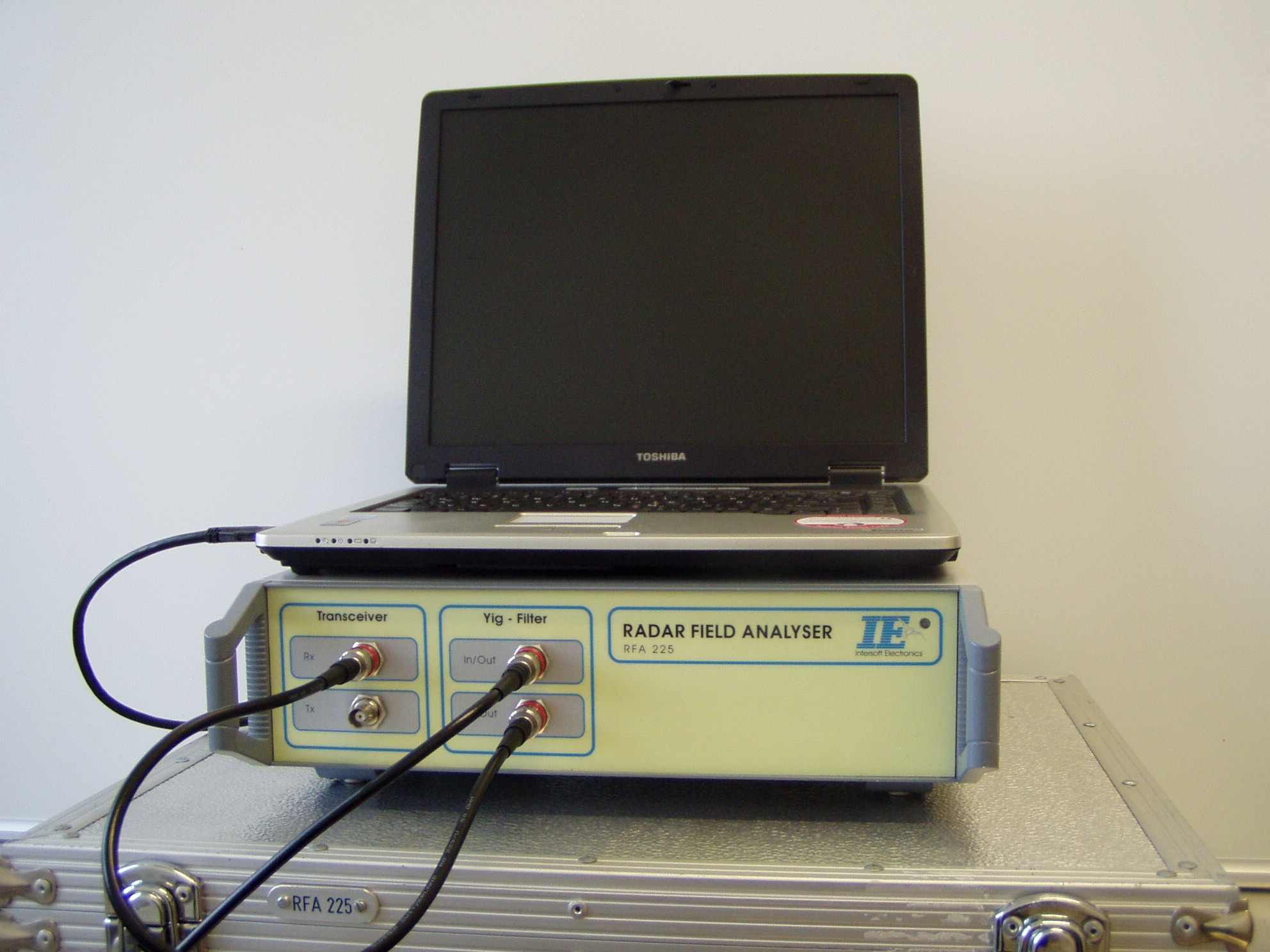
RFA aus dem Messtool

Das Messprogramm muss die ungefähre Umdrehungsgeschwindigkeit der Antenne und die Impulsfolgefrequenz des Radars kennen. (Diese Werte können aber mit dem Programm selbst ermittelt werden.) Die Amplituden aller empfangenen Sendeimpulse einer kompletten Antennenumdrehung werden mit einem Zeitstempel versehen gespeichert. Der stärkste Impuls wird als Referenz genommen und als Zentrum der Hauptkeule interpretiert und somit in 0° dargestellt. Alle anderen Messwerte werden in der Auswertung einem Seitenwinkel relativ zu dem Winkel der Hauptkeule zugeordnet.
Das vertikale Antennendiagramm kann durch statistische Messungen, zum Beispiel des elektromagnetischen Spektrums der Sonnenstrahlung, bestimmt werden (Sunstrobe-Recording). Hier wird das Messtool innerhalb der Radarstation aufgebaut und an die Videoausgänge der Empfänger angeschlossen. Die Radarantenne arbeitet bei diesem Messverfahren als Empfangsantenne. Während des Sonnenaufganges oder -unterganges werden alle Videoamplituden des Sonnenrauschens aufgezeichnet und in einer späteren Auswerteroutine einem Höhenwinkel zugeordnet.
Da immer unwägbare Faktoren in die Messungen einfließen, können nur Werte einer einzigen Messreihe als relative Pegel miteinander verglichen werden, in der alle einzelnen Messwerte unter möglichst identischen Bedingungen gemessen werden müssen. Das bedeutet, dass im Vergleich verschieden datierter Messreihen nur die Diagrammform eine Aussagekraft haben kann.

### Messungen unter Laborbedingungen

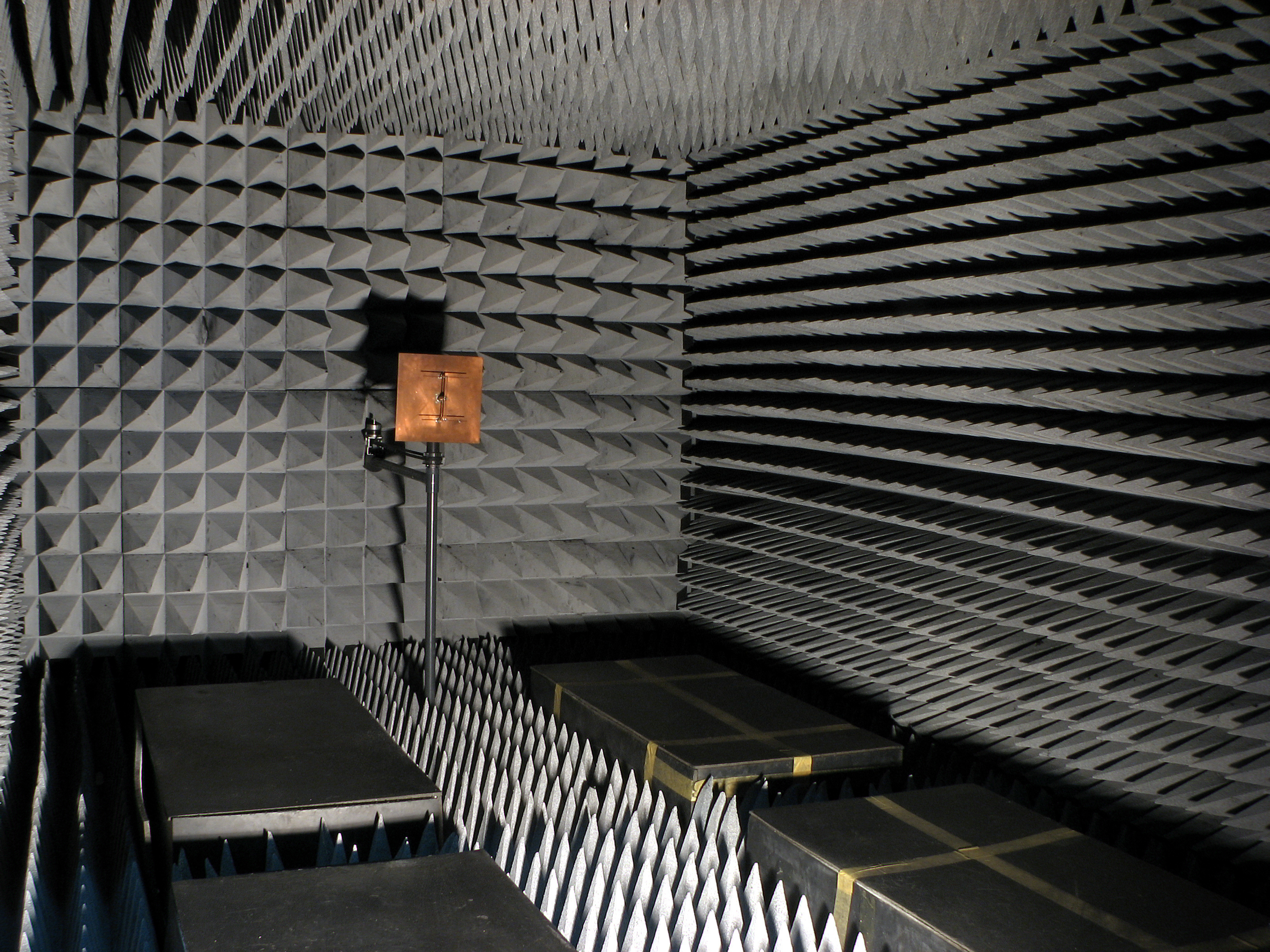
Relativ kleines reflexionsfreies Messlabor

Um Antennenanlagen unter Laborbedingungen mit dem Ziel der Erstellung eines Antennendiagramms ausmessen zu können, muss die Antenne auf einen beweglichen Dreh- und Schwenktisch montiert werden. Die gesamte Messapparatur und der Proband befinden sich zum Schutz vor äußeren Störleistungen in einem massiven Faradayschen Käfig, z. B. aus verlöteten Kupferblechen. Decken, Wände und Böden des Messraums sowie die Messapparaturen müssen mit Dämpfungsmaterial verkleidet sein, um die Entstehung von Reflexionen zu vermeiden. Die meist pyramidenförmigen Strukturelemente bestehen aus einem stark grafithaltigen Hartschaum, um elektromagnetische Strahlungsenergie aufzunehmen und während einer verlustbehafteten Mehrfachreflexion zwischen den einzelnen Wandelementen in Wärme umzuwandeln. Sehr große Messlabore werden auch EMV-Absorberhalle genannt.
Hier wird die Antenne meist als Empfangsantenne genutzt. Ein Messsender sendet mit sehr schmalem Richtdiagramm in Richtung der zu messenden Antenne. Diese wird mit Motoren in einer Ebene gedreht oder geschwenkt.
Dieses Verfahren bringt brauchbare Messergebnisse, ist aber mehr von theoretischem Wert, da sich vor allem das vertikale Antennendiagramm durch den Einfluss der Erdoberfläche am endgültigen Einsatzort der Antenne ändern kann. Es wird hauptsächlich bei der Antennenkonstruktion und -instandsetzung verwendet. Bei sehr tiefen Frequenzen und damit geometrisch großen Antennen kann die Antenne mit ausreichender Genauigkeit verkleinert werden und die genutzte Messfrequenz maßstabsgerecht erhöht werden.

## Beispiele
Es gibt eine Vielzahl von Antennen, die oft nach der geometrischen Form des Antennendiagramms benannt werden:
- Rundstrahlerantennen mit möglichst gleichmäßiger Abstrahlung in alle Richtungen innerhalb einer Ebene,
- Richtantennen mit stark ausgeprägter Hauptkeule,
- Pencil-Beam-Antennen mit einer extrem dünnen Hauptkeule und sehr hohem Antennengewinn,
- Fächerantennen und
- Cosecans²-Antennen, beide speziell für Radaranwendungen.